# Bet365
Bet 365 Group Limited este o companie britanică de pariuri și jocuri de noroc. Bet365 este una din cele mai mari companii de pariuri sportive din lume cu peste 14 milioane de clienți în două sute de țări. Bet 365 Group are peste 2.000 de angajați și este cel mai mare angajator privat din Stoke-on-Trent.
Acest site de pariuri sportive este interzis în România de ONJN.